# Villevieille
Villevieille é uma comuna francesa na região administrativa de Occitânia, no departamento de Gard. Estende-se por uma área de 8,28 km². Em 2010 a comuna tinha 1 785 habitantes (densidade: 215,6 hab./km²).